# گل‌کوچک
گل‌کوچک (در گفتار عامیانه: گل‌کوچیک) نوعی فوتبال خیابانی است که در ایران رایج است.

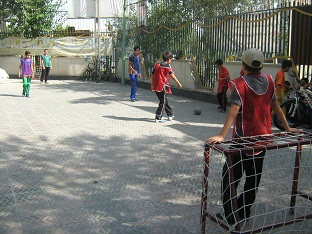
گروهی از کودکان هنگام بازی فوتبال گل کوچک

## رواج
گل کوچک از مهم‌ترین سرگرمی‌ها و ورزش‌های مورد علاقه چندین نسل از کودکان ایرانی بوده‌است.
فوتبال تقریباً از دوره دبستان به بعد مورد توجه پسربچه‌های ایرانی است، به طوری که کمتر پسر نوجوانی است که این بازی برایش تفریح نباشد. ویژگی‌هایی مانند قابل دسترسی بودن با حداقل امکانات و گروهی‌بودن از عواملی است که آن را در ایران عامه‌پسند و همه‌گیر کرده‌است. البته در سال‌های اخیر رواج گل کوچک در نسل جدید ایران با توجه به ظهور عصر اطلاعات کم شده‌است.

## رواج دوباره و بین المللی شدن
در سال ۱۴۰۲ فیلم مستند سلاطین گل کوچک منتشر شد. 
در سال ۱۴۰۳ فدراسیون ورزش همگانی اعلام کرد قصد برگزاری و رواج مسابقات گل کوچک در بین محلات و روستاها را دارد. 
در سال های دهه ۸۰ و ۹۰ خورشیدی فدراسیون انجمن های ورزشی یکی از اهداف خود را بین المللی کردن گل کوچک و برگزاری مسابقات رسمی جهانی در تعامل با برزیل و دیگر کشورها اعلام کرده بود ولی هیچ تلاش عملی برای آن انجام نشد.

## انواع
1. یک به یک (یک نفره)
2. دو به دو (دونفره)
3. سه به سه (سه نفره) - رایج ترین نوع
4. چهار به چهار (چهار نفره)

با نفرات بیش از چهار نفر با دروازه های هندبالی از ۱۳۷۰ تا ۱۳۸۰ در خیابان ها رواج یافت و از ۱۳۸۰ به تدریج تبدیل به باشگاهی و فوتسال و فوتبال سالنی شد. در واقع انواع ۵ نفره و بیش تر آن دیگر حالت گل کوچک را ندارد ولی در صورت طراحی قوانین مناسب، قابلیت برگزاری دارد.

## چگونگی
گل کوچک معمولاً با ۲ الی ۴ بازیکن در هر تیم انجام می‌شود.

### دروازه
دروازه‌ها (گل‌ها) بسیار کوچک‌تر از ابعاد رایج هستند و حدوداً ۱۶۰ سانتی‌متر عرض و۱۰۰ سانتی‌متر ارتفاع دارند تا گل زدن سخت‌تر باشد. دروازه‌ها ممکن است دارای تور یا فاقد آن باشند. جنس دروازه‌ها معمولاً فلزی است و در صورتی که دروازه مهیا نباشد، با چیدن آجر، دروازه‌ها «کاشته می‌شود».

### توپ
توپ گل کوچک که «توپ‌پلاستیکی» یا «توپ‌دولایه» نامیده می‌شود، متشکل از دو توپ از جنس پلاستیک است که در درون یک دیگر «لایه شده‌اند». علت استفاده از توپ پلاستیکی این است که گل کوچک معمولاً روی زمین آسفالت بازی می‌شود و توپهای چرمی روی آن فقط غلت می‌خورند ولی توپ پلاستیکی روی زمین آسفالت هم سر می‌خورد و هم غلت و به این ترتیب انجام تکنیکهای خاص این بازی فقط با توپ پلاستیکی قابل انجام است.
برای لایه‌کردن توپ‌دولایه، ابتدا با استفاده از چاقو یکی از توپ‌ها با فرم خاصی پاره می‌شود و پس از تا کردن لبه‌های آن، توپ دیگر را درون آن فرومی‌کنند. دلیل لایه‌کردن توپ این است که توپ‌های پلاستیکی علاوه بر این که بسیار سبک هستند، ضخامت کمی دارند و به‌راحتی می‌ترکند، بنابراین لایه‌کردن برای افزایش وزن و عمر توپ انجام می‌شود. همین‌طور لایه کردن توپ باعث می‌شود که جرم توپ به صورت چند لایه باشد و ثبات حرکت آن را بهتر می‌کند. گاه یک لایه برای چند توپی که می‌ترکند استفاده می‌شود و تا زمانی که پوسیده نشده کاربرد دارد. لایه‌کردن توپ به‌طوری که در هنگام بازی دچار مشکل نشود به مهارت نیاز دارد و معمولاً توسط افرادی که ماهرتر هستند انجام می‌شود. از مشکلات رایج توپ‌هایی که بد لایه می‌شوند می‌توان به بیضی‌کردن توپ، تاب‌دادن در هنگام شوت‌زدن و لق‌زدن لایه در هنگام چرخش اشاره کرد. برای مدتی در سالهای دهه شصت به دلیل کیفیت پایین توپهای پلاستیکی و نازکی زیاد توپهای سه‌لایه هم مرسوم شده بود.
اندازه توپ‌پلاستیکی، کمی از نصف یک توپ فوتبال استاندارد بزرگ‌تر است. رنگ توپ‌های گل کوچک، معمولاً راه‌راه سفید و بنفش یا سرخابی است.

### زمین بازی
زمین بازی گل کوچک، معمولاً روی آسفالت کوچه‌ها و خیابان‌ها است، و همزمان با گذر خودروها بازی انجام می‌شود. بن‌بست‌ها به دلیل تردد کمتر خودروها مکان ایده‌آلی برای گل کوچک هستند. گاهی بازی در زمین‌های خاکی نیز انجام می‌شد، زمین‌هایی که اکنون جای خود را به چمن مصنوعی داده‌اند.

## فیلم
در سال ۱۴۰۲ (۲۰۲۳ میلادی) کامبیز مهاجر فیلمی مستند با نام سلاطین گل کوچک از خیابان تا جام جهانی در ایران منتشر کرد که به تاریخچه و سابقه فوتبال خیابانی و گل کوچک و فوتسال در ایران پرداخت. کارگردان و فیلمنامه امیر زوینی و تهیه‌کننده بهتاش صناعی‌ها بود. این فیلم مستندی است که با مصاحبه با صاحب نظران ورزش فوتبال، چگونگی پیدایش، رواج و کم رنگ شدن فوتبال خیابانی در ایران را به تصویر می‌کشد.
در این فیلم رواج مینی فوتبال، فوتبال خیابانی، فوتبال گل کوچک، یک شوت و یک ضرب، پنالتی، فوتبال دیواری و مسابقات محلات و پارک ها را بررسی می کند و نقش آن در تیم های ملی فوتبال و فوتسال را نشان می دهد. از حدود ۱۳۵۰ با گرم شدن تنور فوتبال در ایران به تدریج فوتبال خیابانی در ایران اوج گرفت. اوج فوتبال خیابانی در ایران بین سال های ۱۳۶۰ تا ۱۳۷۵ بود و از ۱۳۷۵ تا ۱۳۹۰ به تدریج کم رنگ و خاموش شد. محلات شرق و جنوب تهران پایه های فوتبال خیابانی در ایران بودند. در این مستند با مهدی ابطحی، وحید شمسایی و محمدرضا حیدریان مصاحبه شد که هر سه نفر بخش مهمی از تاریخچه فوتسال در ایران هستند. همچنین با رییس هیات اسبق فوتبال تهران، حسین شمس مربی اسبق تیم ملی فوتسال و نادر فریاد شیران مربی پیشکسوت و بسیاری از ستارگان دیگر فوتبال خیابانی ایران مصاحبه شد.

## اهمیت
فوتبال خیابانی و گل کوچک زاده فقر است. به طور کلی ورزش های خیابانی (منظور از ورزش خیابانی تمام محیط های خارج از سالن و در محیط های باز همگانی مانند سواحل، پارک ها، کوچه ها، خیابان ها است نه لزوما خود خیابان فقط) به دلیل ماهیت رایگان زاده فقر هستند. 
در برزیل فوتبال و فوتسال و فوتبال ساحلی، در ایالات متحده بسکتبال خیابانی و در تایلند سپک تاکرا و بدمینتون نمونه های موفق ورزش خیابانی هستند که به دلیل ماهیت رایگان و کم هزینه سبب گسترش آن ورزش تا سطوح بالای جهان و المپیک در آن کشورها می شوند. گل کوچک نیز چون با یک جفت کفش کهنه و یک توپ پلاستیکی ارزان قابلیت انجام داشت به شدت در ایران محبوب و مشهور شد.
احیای ورزش خیابانی در ایران می تواند سبب رشد و ارتقای ورزش همگانی و قهرمانی شود.

## یادکرد منابع
1. 1 2 3  خراسان شمالی.
2. ↑  طلوعی.
3. ↑  طلوعی.
4. ↑  محمّدنبی، ۹.
5. ↑  محمّدنبی، ۹.
6. ↑  طلوعی.
7. ↑  Esfandi.
8. ↑  Esfandi.
9. ↑  Esfandi.
10. ↑  طلوعی.
11. ↑  Esfandi.
12. ↑  طلوعی.
13. ↑  طلوعی.
14. ↑  طلوعی.
15. ↑  طلوعی.
16. ↑  Esfandi.
17. ↑  طلوعی.
18. ↑  طلوعی.
19. ↑  طلوعی.
20. ↑  Esfandi.
21. ↑  طلوعی.
22. ↑  Esfandi.
23. ↑  طلوعی.
24. ↑  Esfandi.
25. ↑  طلوعی.
26. ↑  https://www.namava.ir/movie/229664-سلاطین_گل_کوچیک__از_خیابان_تا_جام_جهانی